# 约翰·兰迪
约翰·兰迪（英語：John Landy，1930年4月12日—2022年2月24日），澳大利亚男子田径运动员。他曾代表澳大利亚参加1952年和1956年夏季奥林匹克运动会田径比赛，其中1956年奥运会获得一枚铜牌。